# Jurij Nikolaevič Ozerov
Jurij Nikolaevič Ozerov, in russo Юрий Николаевич Озеров? (Mosca, 25 gennaio 1921 – Mosca, 16 ottobre 2001), è stato un regista e sceneggiatore sovietico.

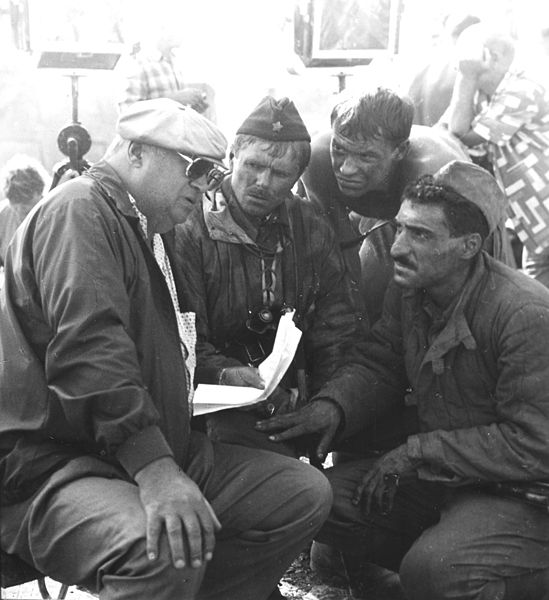
Ozerov (a sinistra), 1987.

Regista di due film ufficiali dei Giochi olimpici, in questo è secondo solo allo statunitense Bud Greenspan che ne ha diretti sei da Los Angeles 1984 ad Atene 2004.

## Filmografia parziale
- Arena smelych (1953)
- Syn (Сын) (1955)
- Kočubej (1958)
- Bol'šaja doroga (1962)
- Liberazione (Osvoboždenie, 1969)
- Ciò che l'occhio non vede (Visions of Eight, 1973) - film ufficiale di Giochi olimpici di Monaco 1972, episodio L'inizio
- Olimpijskij prazdnik (1980) - film ufficiale di Giochi olimpici di Mosca 1980
- O sport, ty - mir! (1981)